# Фильмы-сказки. Сценарии рисованных фильмов
«Фильмы-сказки. Сценарии рисованных фильмов» — книжная серия из 11 выпусков с 1950 по 1979 год. Каждый выпуск — это сборник литературных сценариев лучших мультфильмов, сначала — рисованных, а с третьего выпуска и кукольных. Первые два выпуска — издательство «Госкиноиздат», далее — издательство «Искусство», так как «Госкиноиздат» вошёл с состав «Искусство». В каждом выпуске цветные иллюстрации, перерисованные из мультфильмов. Составитель: Борис Воронов (главный редактор сценарного отдела киностудии «Союзмультфильм»).

## Выпуск 1
Фильмы-сказки: Сценарии рисованных фильмов: Выпуск 1. — М.: Госкиноиздат, 1950. — 208 с. — 15 000 экз.
Содержание:
- Предисловие с.3,
- Валентин Катаев «Цветик-семицветик» с.7,
- Михаил Вольпин, Николай Эрдман «Федя Зайцев» с.27,
- Владимир Сутеев «Когда зажигаются ёлки» с.47,
- Мстислав Пащенко «Песенка радости» с.69,
- Д. и А. Тарасовы «Весенняя сказка» с.95,
- Сергей Михалков «Кукушка и скворец» с.105,
- Владимир Немоляев «Первый урок» с.113,
- Борис Ласкин «Мишка на льду» (Дедушка и внучек) с.123,
- Георгий Березко «Серая Шейка» с.137,
- Иван Вано, Александра Снежко-Блоцкая «Гуси-лебеди» с. 157,
- Маро Ерзинкян, Зинаида Филимонова «Чудесный колокольчик» с.167,
- Борис. Бродский, Михаил Папава «Жёлтый аист» с.187,
- Приложение с.199.

## Выпуск 2
Фильмы-сказки: Сценарии рисованных фильмов: Выпуск 2. — М.: Госкиноиздат, 1952. — 184 с. — 45 000 экз.
Содержание:
- Предисловие с.3,
- Лев Кассиль «Друзья-товарищи» с.7,
- Владимир Сутеев «Волшебный магазин» с.29,
- Маро Ерзинкян, Владимир Данилов «Верные друзья» (по мотивам рассказа С.Гансовского «Ниагара») с.49,
- Николай Рожков «Золотые руки» (Волшебная птица) (по мотивам русской народной сказки) с.67,
- Аугуст Якобсон «Волк и олень» (по мотивам эстонской народной сказки) с.78,
- Олег Леонидов «Сердце храбреца» (по мотивам сказки Дмитрия Нагишкина) с.85,
- Николай Эрдман «Братья Лю» (по мотивам китайской народной сказки) с.95,
- Тамара Караваева «Храбрый Пак» (по мотивам корейской народной сказки) с.112,
- Людмила Веприцкая «Валидуб» (по мотивам чешской народной сказки) с.125,
- Григорий Колтунов «Высокая горка» (по рассказу Виталия Бианки «Красная горка») с.136,
- Вера Чаплина, Георгий Скребицкий «Лесные путешественники» с.150,
- Мстислав Пащенко «Непослушный котёнок» (по сказке И.Белышева) с.169,
- Приложение с.179.

## Выпуск 3
Фильмы-сказки: Сценарии рисованных фильмов: Выпуск 3. — М.: Искусство, 1954. — 248 с. — 90 000 экз.
Содержание:
- Ксения Шнейдер «Сармико» с.7,
- Владимир Сутеев «Стрела улетает в сказку» с.25,
- Владимир Морозов, Николай Эрдман «Полёт на Луну» с.49,
- Мстислав Пащенко «Необыкновенный матч» с.81,
- А. Зубов, Александр Галич «Упрямое тесто» с.103,
- Сергей Ермолинский «Стёпа-капитан» с.113,
- Вера Чаплина, Георгий Скребицкий «В лесной чаще» с.133,
- Николай Эрдман «Оранжевое горлышко» (по мотивам одноимённого рассказа В. Бианки) с.149,
- Борис Бродский «Крашеный лис» (по мотивам одноимённой сказки Ив. Франко) с.169,
- Владимир Данилов «Алёнушка» (по мотивам русской народной сказки «Сестрица Алёнушка и братец Иванушка») с.179,
- Георгий Гребнер «Аленький цветочек» (по мотивам одноимённой сказки С. Аксакова) с.191,
- Николай Абрамов «Волшебная антилопа» (по мотивам индийских народных сказок) с.221,
- Приложение с.241,
- Содержание с.246-247.

## Выпуск 4
Фильмы-сказки: Сценарии рисованных фильмов: Выпуск 4. — М.: Искусство, 1956. — 216 с.
Содержание:
- Николай Эрдман и Михаил Вольпин «Остров ошибок»,
- Мстислав Пащенко и Борис Дёжкин «Старые знакомые»,
- Сергей Михалков «Как медведь трубку нашёл»,
- Владимир Сутеев «Снеговик-почтовик»,
- Григорий Колтунов «Юля-капризуля»,
- Н. Окропиридзе «Мишка-задира»,
- Георгий Гребнер «Ореховый прутик»,
- Лев Кассиль «Два жадных медвежонка»,
- Иван Иванов-Вано «Храбрый заяц»,
- Раиса Борисова «Палка-выручалка»,
- Зинаида Филимонова «Соломенный бычок»,
- Лев Атаманов «Пёс и кот»

## Выпуск 5
Фильмы-сказки: Сценарии рисованных фильмов: Выпуск 5. — М.: Искусство, 1958. — 290 с.
Содержание:
- Владимир Сутеев «Кораблик» с.3,
- А.Каранов, Олег Эрберг, Н.Эрдман «Приключения Мурзилки» с.17,
- Вадим Коростылёв, Михаил Львовский «Опять двойка» с.33,
- Юрий Олеша «Девочка в цирке» с.49,
- В.Сутеев «Петя и Красная Шапочка» с.79,
- Михаил Вольпин «Девочка и Тигр» (Девочка в джунглях) (по мотивам индийской сказки) с.93,
- Тамара Габбе «Исполнение желаний» (по мотивам сказки «Зербино» Эдуарда Лабулэ) с.103,
- Николай Абрамов «Волк и семеро козлят» (по мотивам русской народной сказки) с.131,
- Лев Аркадьев, Игорь Болгарин «Аист» (по мотивам узбекской народной сказки) с.143,
- Александр Галич «Чиччо из Неаполя» (Мальчик из Неаполя) (по мотивам сказок и стихов Джанни Родари) с.157,
- Евгений Рысс, Леонид Трауберг «Дикие лебеди» (по мотивам одноимённой сказки Г.-Х.Андерсена) с.181,
- Николай Эрдман «Сказка про Емелю и Марью царевну» (В некотором царстве) (по мотивам русской народной сказки) с.213,
- В.Горский «Пирожок» (по мотивам украинских народных сказок) с.231,
- Л.Аркадьев, И.Болгарин «Шакаленок и верблюд» (по мотивам индийской сказки) с.243,
- Лев Позднеев «Три медведя» (по мотивам одноимённой сказки Л. Н. Толстого) с.257,
- Жанна Витензон «В яранге горит огонь» (по мотивам северных народных сказок) с.271.

## Выпуск 6
Фильмы-сказки: Сценарии рисованных фильмов: Выпуск 6. — М.: Искусство, 1961. — 320 с.
Содержание:
- Евгений Рысс «Сказ о Чапаеве» с.3,
- Назым Хикмет «Влюблённое облако» с.23,
- Евгений Сперанский, Владимир Дегтярёв «Краса ненаглядная» с.37,
- Анатолий Степанов «Золотое пёрышко» с.63,
- Лев Аркадьев, Игорь Болгарин «Новогодняя ночь» с.85,
- Михаил Вольпин, Лэ Мин Хьен «Скоро будет дождь» с.105,
- Мстислав Пащенко «Чиполлино» с.119,
- Жанна Витензон «Храбрый оленёнок» с.163,
- Сергей Михалков «Непьющий воробей» с. 183,
- Владимир Данилов, Николай Эрдман «Тайна далёкого острова» с.197,
- Лев Позднеев «Чудесница» с.225,
- Владимир Сутеев «Грибок-теремок» с.245,
- Роман Качанов, Илья Финк "Старик и журавль с.257,
- Сюзанна Бялковская, Анатолий Сазонов «Три дровосека» с.273,
- Николай Абрамов «Чудесный колодец» с.287,
- Нина Бенашвили «Приключения Самоделкина» с.301

## Выпуск 7
Фильмы-сказки: Сценарии рисованных фильмов: Выпуск 7. — М.: Искусство, 1963. — 220 с. — 100 000 экз.
Содержание:
- Сергей Михалков «13-й рейс» с.5,
- Владимир Сутеев «Разные колёса» с.17,
- Юрий Киршон «Спортландия» с.29,
- Мстислав Пащенко «Джябжа» с.49,
- Сергей Михалков «Упрямый козлёнок» с. 61,
- Сакко Рунге, Александр Кумма «Железные друзья» с.71,
- Михаил Вольпин «Заколдованный мальчик» с.89,
- Николай Носов «Фунтик и огурцы» с.121,
- Аркадий Снесарев «Конец Чёрной топи» с.137,
- Леонид Белокуров «Легенда о завещании мавра» с.155,
- Нуратдин Юсупов «День рождения» с.171,
- Регина Янушкевич «Янтарный замок» с.187.

## Выпуск 8
Фильмы-сказки: Сценарии рисованных фильмов: Выпуск 8. — М.: Искусство, 1964. — 224 с. — 100 000 экз.
Содержание:
- Владимир Сутеев «Ученик Петя Иванов и волшебник Тик-Так» (Только не сейчас) с.3,
- Валерий Медведев «Баранкин, будь человеком!» с.29,
- Мстислав Пащенко «Машенькин концерт» с.53,
- Михаил Вольпин «Муравьишка-хвастунишка» с.69,
- Георгий Балл «Новичок» с.81,
- Аркадий Тюрин «Как котёнку построили дом» с.93,
- М. Сергеев «Сказка о рассеянном музыканте» с.101,
- Григорий Колтунов «Кто самый сильный?» с.115,
- Владимир Данилов «Чудесный сад» с.129,
- Р. Нагорная «Мы за солнышком идём» с.143,
- Радий Кушниров «Дракон» с.155,
- Жанна Витензон «Золотые колосья» с.167,
- Александра Любарская «Королевские зайцы» с.187,
- Николай Абрамов «Снегурочка» с.211.

## Выпуск 9
Фильмы-сказки: Сценарии рисованных фильмов: Выпуск 9. — М.: Искусство, 1969. — 224 с. — 100 000 экз.
Содержание:
- Вадим Коростылёв «Вовка в Тридевятом царстве» с.5,
- Владимир Сутеев «Кот-рыболов» с.25,
- В.Сутеев «Петух и краски» с.35,
- Фёдор Хитрук «Топтыжка» с.47,
- Георгий Балл, Геннадий Циферов «Алёшины сказки» с.65,
- Людмила Зубкова «Сказка о старом кедре» с.81,
- Владимир Данилов «Следы на асфальте» с.97,
- Леонид Белокуров «Гунан-батор» с.113,
- Александр Кумма и Сакко Рунге «Свинья-копилка» с.125,
- Жанна Витензон «Щенок» (Варежка) с.135,
- Александр Хмелик «Жизнь и страдания второгодника Ивана Семенова» с.145,
- Нина Гернет «Хочу быть отважным» с.159,
- Михаил Вольпин «Храбрый портняжка» с.175,
- Николай Эрдман «Лягушка-путешественница» с.205.

## Выпуск 10
Фильмы-сказки: Сценарии рисованных фильмов: Выпуск 10. — М.: Искусство, 1972. — 222 с. — 65 000 экз.
Содержание:
- Василий Ливанов «Самый, самый, самый, самый» с.5,
- Жанна Витензон «Орлёнок» с.21,
- Нина Бенашвили «Три соседа» с.37,
- Юрий Яковлев «Умка» с.47,
- Владимир Сутеев «Мы ищем кляксу» с.65,
- Александр Кумма и Сакко Рунге «Шайбу! Шайбу!» с.85,
- Амен Хайдаров «Почему у ласточки хвост рожками» с.101,
- Николай Эрдман «Самый главный» с.107,
- Куповых В. «Никита Кожемяка» с.127,
- Светлана Куценко «Про полосатого слонёнка» с.141,
- Овсей Дриз «Почему у петуха короткие штаны» с.155,
- Фёдор Хитрук «Каникулы Бонифация» с.163,
- Владимир Капнинский «Лиса, медведь и мотоцикл с коляской» с.183,
- Василий Ливанов, Юрий Энтин «Бременские музыканты» с.195.
- Михаил Вольпин «Капризная принцесса» с.205

## Выпуск 11
Фильмы-сказки: Сценарии рисованных фильмов: Выпуск 11. — М.: Искусство, 1979. — 192 с. — 50 000 экз.
Содержание:
- Фёдор Хитрук «Каникулы Бонифация» с.6,
- Владимир Сутеев «Кораблик» с.20,
- Григорий Остер «38 попугаев, 5 мартышек, 2 слоненка» с.30,
- Николай Абрамов «Золотая антилопа» с.38,
- Жанна Витензон «Просто так» с.58,
- Аркадий Тюрин «Как котёнку построили дом» с.62,
- М. Сергеев «Сказка о рассеянном музыканте» с.68,
- Григорий Остер «Котенок по имени Гав» с.80,
- Жанна Витензон «Варежка» с.90,
- В. Сутеев «Петя и Красная Шапочка» с.100,
- Назым Хикмет «Влюбленное облако» с.110,
- Эдуард Успенский, Роман Качанов «Крокодил Гена» с.122, «Чебурашка» с.138,
- Юрий Олеша «Девочка в цирке» с.148,
- Михаил Вольпин, Николай Эрдман «Про Федю Зайцева» с.170,
- Генрих Сапгир, Геннадий Цыферов «Мой зелёный крокодил» с.186-191.

## Восприятие
Сборники киносценариев сказочных мультфильмов были замечены критиками. Так, уже первый выпуск был отмечен рецензией Ирины Александровны Кокоревой в журнале «Искусство кино». Несмотря на то, что автор критически высказывалась в адрес создателей некоторых из приведённых в сборнике мультфильмов, сам факт публикации сценариев был оценен ей безусловно положительно:
Надо полагать, что сборник найдёт живой отклик у благодарного маленького зрителя, радующегося всякому напоминанию о ярком, красочном волшебном мире, в который переносили его любимые фильмы. Кое-что в сборнике интересно и помимо таких ассоциаций, как настоящая литература, увлекательное чтение, и не только для ребят.И. Кокорева
Известный кинематографист Израиль Исаакович Цизин писал в рецензии на пятый выпуск:
В чём же секрет такого успеха сборников «Фильмы-сказки»? В том, что книги эти — для всех. Они одинаково интересны и кинематографистам-профессионалам, и многочисленным любителям кинематографа, и детям, и взрослым. Они интересны и тем, что в них собраны самые различные сказки, всегда находящие своего читателя, и тем, что это не  просто сказки, а литературные сценарии мультипликационных фильмов. [...] Вероятно, многие из этих фильмов вы уже видели. Казалось бы, открывая книгу, вы не можете ждать ничего неизведанного. Однако сценарии вызывают и обычный «читательский» и особый профессиональный интерес: чрезвычайно любопытно и полезно сравнить картину с её литературной основой, поразмыслить над тем, как пишется мультипликационный сценарий, приоткрыть дверь в творческую лабораторию создателей мультфильмов.И. Цизин